# Энрике (герцог Севильский, 1823—1870)
Инфант Энрике, герцог Севильский (исп. Infante Enrique María Fernando Carlos Francisco Luis de Borbón y Borbón-Dos Sicilias, Duque de Sevilla; 17 апреля 1823[…], Севилья — 12 марта 1870, Леганес, Мадрид) — испанский инфант и член испанской ветви династии Бурбонов. Внук короля Испании Карла IV и герцог Севильский с 1823 года). Он был известен своими прогрессивными и даже революционными идеями во время правления своей кузины, королевы Изабеллы II.

## Ранняя жизнь
Инфанте Энрике родился в Севилье (Испания). Четвёртый ребёнок и второй сын инфанта Франсиско де Паула де Бурбона (1794—1865), сына короля Испании Карла IV и принцессы Марии Луизы Пармской, и его жена, принцесса Луизы Карлотты Бурбон-Сицилийской (1804—1844), которая была дочерью короля Обеих Сицилий Франциска I и инфанты Марии Изабеллы Испанской.
В 1823 году инфант Энрике получил во владение от своего дяди, короля Испании Фердинанда VII, титул герцога Севильского. Фердинанд VII в 1820 году присвоил титул герцога Кадисского инфанту Франсиско де Асис (1820—1821), старшему сыну Франсиско де Паула. После смерти ребёнка в 1821 году следующим герцогом Кадисским стал его младший брат — инфант Франсиско де Асис Бурбон (1822—1902). При крещении Энрике получил имя Энрике Мария Фернандо Луис, а его крестными родителями были его тетка, принцесса Мария Каролина Бурбон-Сицилийская, герцогиня Беррийская, и её сын, герцог Бордосский.
В 1833 году после смерти своего дяди, короля Испании Фердинанда VII, началась борьба за испанский престол между сторонниками Изабеллы II и её двоюродного брата, Дона Карлоса. Королева Мария Кристина, вдова Фердинанда VII и тётка Энрике, была регентом Испании в 1833—1840 годах.
Второй брак Марии Кристины с Агустином Фернандо Муньосом-и-Санчесом в 1833 году вызвал разногласие между ней и её сестрой, инфантой Луизой Карлоттой, в результате чего вторая вместе с семьёй вынуждена была эмигрировать из Испании во Францию.
Энрике и его братья обучались во французской столице. В лицее он познакомился со своим кузеном, Антуаном, герцогом де Монпансье, с которым позднее он стал интенсивно соперничать. Их соперничество закончилось трагедией. Энрике проживал в Бельгии, где королевой была его сестра Луиза. Там он узнал об изгнании из Испании в 1840 году Марии Кристины и её супруга.
Вернувшись в Испанию, Энрике начал военную карьеру в Ферроле (Галисия), где он получил высокую оценку за превосходное поведение. В 1843 году он получил чин лейтенанта и коммандером корабля Мансанарес. К 1845 году он служил капитаном фрегата.
Хотя рассматривался вероятный брак между инфантом Энрике и королевой Изабеллой II, она вышла замуж за брата Энрике, Франсиско, герцога Кадисского (1822—1902), который был старше Энрике. В то же время младшая сестра королевы, инфанта Луиза Фернанда, была замужем за французским принцем Антуаном Орлеанским, герцогом де Монпансье.
Обвиненный в участии в восстании против монархии в Галисии, инфант Энрике был изгнан из Испании в марте 1846 года, незадолго до свадьбы своего старшего брата и королевы. Инфант Энрике поселился в Бельгии, где оставалась его сестра Изабелла Фернанда. В то же время инфант Энрике считался кандидатом на мексиканский престол, хотя нет никаких доказательств того, что сам Энрике с энтузиазмом рассматривал эту перспективу.

## Брак и семья
Вскоре после этого Энрике разрешили вернуться в Испанию, где он встретился с Еленой Марией де Кастельви-и-Шелли (16 декабря 1821 — 29 декабря 1863), дочерью Антонио де Падуа де Кастельви-и-Фернандес-де-Кордоба, графа Кастеллы, и его жены Маргариты Шелли. Королева не поддержала их брак, поэтому пара бежала в Рим 6 мая 1847 года. По возвращении в Испанию супруги были изгнаны в Байонну, а затем поселились в Тулузе.
У них было четыре сына и одна дочь:
- Энрике (герцог Севильский, 1848—1894) (3 октября 1848 — 12 июля 1894), который в 1870 году женился на Жозефине Параде-и-Сибие (1840—1939), от брака с которой он имел трёх дочерей
- Луис де Бурбон-и-Кастельви (7 ноября 1851 — 25 февраля 1854)
- Франсиско де Паула де Бурбон-и-Кастельви (29 марта 1853 — 28 марта 1942), который в 1877 году женился на Марии Луиза де Ла Торре-и-Бассаве (1856—1887), от брака с которой у него пятеро детей. В 1890 году он вторично женился на Фелисе де Леон-и-Наварро-де-Бальбоа (1861—1943), от брака с которой у него было трое детей.
- Альберто де Бурбон-и-Кастельви (22 февраля 1854 — 21 января 1939), герцог Санта-Елена, который в 1878 году женился на Маргарите д’Аст де Новеле (1855—1915), от брака с которой у него было трое детей
- Мария дель Ольвидо де Бурбон-и-Кастельви (28 ноября 1863 — 14 апреля 1907), которая в 1888 году вышла замуж за Карлоса Фернандеса-Макиейра-и-Ойангурена (ум. 1897), от брака с которым у неё было семеро детей.

## Возвращение в Испанию
Во Франции инфант Энрике несколько раз объявлял себя революционером и присоединился к Международной ассоциации рабочих. Он публично стал масоном и достиг 33-го ранга в масонском шотландском уставе.
13 мая 1848 года инфант Энрике был лишён королевского звания и титулов (его дети, рождённые в морганатическом браке, также были лишены титулов). В 1849 году он попросил прощения у королевы и получил разрешение вернуться в Испанию. Энрике с семьёй обосновался в Вальядолиде в 1851 году, но вскоре вынужден был вернуться во Францию. Позже в 1854 году он вновь вернулся во Испанию, проживал в Валенсии, где у него родился четвёртый сын Альберто, а его второй сын Луис скончался вскоре после рождения Альберто. Энрике получил назад титул герцога Севильского, но лишился титула инфанта.

## Изгнание во Францию
Вскоре после того, как герцог Севильский вновь заразился левыми идеями в 1860 году, он снова был отправлен в ссылку во Францию. Там он получил звание генерал-капитана армии, а через три года был повышен до генерал-лейтенанта. В 1863 году скончалась его жена после рождения своего пятого ребёнка и была похоронена в монастыре Декальцас Реалес, а не в королевской усыпальнице в Эль-Эскориале, предназначенном для королей и инфантов Испании.

## Смерть

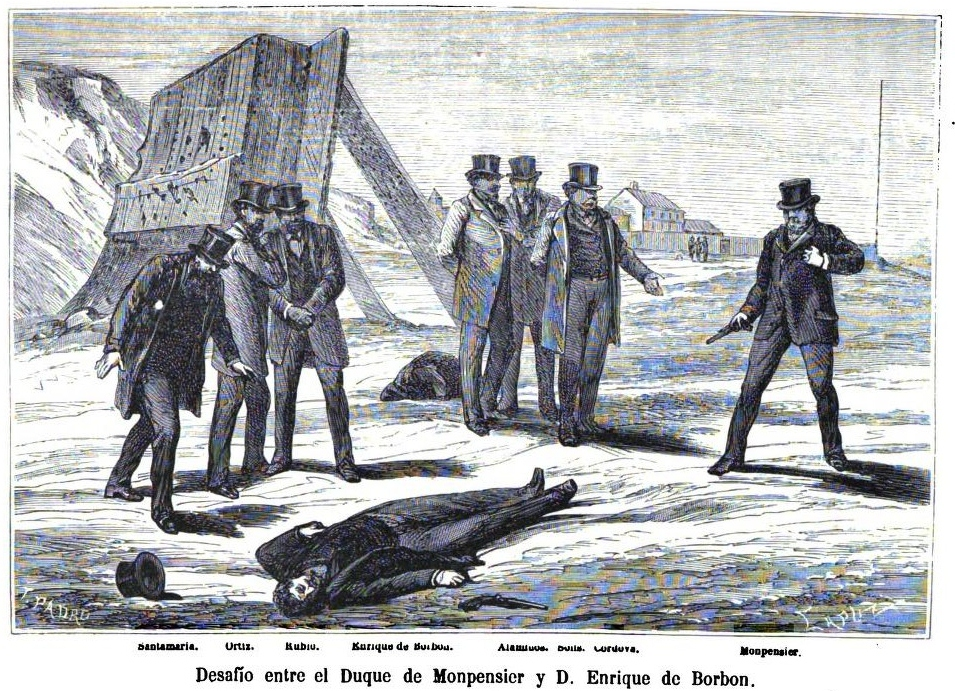
Гибель герцога Энрике Севильского на дуэли

В 1869—1870 годах Энрике опубликовал несколько памфлетов и статей, враждебных по отношению к его двоюродному брату Антуану, герцогу де Монпансье (1824—1890). Он вызвал герцога де Монпансье на дуэль, которая состоялась около Ла Фортуны в Леганесе 12 марта 1870 года. На дуэли Антуан Орлеанский, герцог де Монпансье, застрелил Энрике, герцога Севильского.
Старший сын Энрике отказался принять 30 000 песет, которые герцог де Монпансье предложил ему в качестве компенсации. Энрике, герцог Севильский, который больше не носил титул инфанта, не мог быть похоронен в Эль-Эскориале, а был похоронен на кладбище Сан-Исидро в Мадриде. Дети Энрике были приняты на воспитание его старшим братом, Франсиско, герцогом Кадисским.

## Титулы и титулование
- 17 апреля 1823 года — 13 мая 1848 года: Его Королевское Высочество Инфант Энрике Испанский, герцог Севильский
- 13 мая 1848 года — 12 марта 1870 года: Дон Энрике де Бурбон-и-Бурбон-Сицилийский, герцог Севильский

## Награды
- Кавалер Ордена Золотого Руна
- Кавалер Большого креста Ордена Карла III
- Кавалер Мальтийского ордена